# Itala Cappa 18
L'Itala Cappa 18 era un motore sperimentale raffreddato ad acqua a 12 cilindri a V realizzato dall'azienda aeronautica italiana Itala negli anni 1920.

## Storia del progetto
Mentre lavorava per la Fiat, in risposta a un requisito per un motore commerciale bandito nel corso del 1923, l'ingegnere Giulio Cesare Cappa progettò un nuovo propulsore a 12 cilindri a V raffreddato ad acqua. Nel 1924 Cappa aprì un proprio studio tecnico e il motore aeronautico fu messo in pre produzione sperimentale presso la Itala.
Il nuovo motore a 12 cilindri a V, raffreddato a  liquido, aveva una cilindrata di 16 956 L ed erogava una potenza massima di 430 CV a 2 300 giri/min, che salivano a 454 HP a 2 500 giri con l'utilizzo del compressore. I pistoni avevano un alesaggio di 120 mm e una corsa di 135 mm. La distribuzione era formata da 4 valvole per cilindro, di cui due di aspirazione comandate mediante aste e bilancieri e due di scarico comandate direttamente dall'albero a camme. Tale soluzione era stata adottata per avere un minore ingombro frontale. L'alimentazione comprendeva un carburatore aspirato e compressore. Era presente un riduttore di giri di tipo epicicloidale, ideale per gli elevati rapporti di riduzione, per gli elevati valori di coppia trasmessi e per gli elevati carichi da sopportare sull'albero in uscita. I componenti elettrici erano forniti dalla Magneti Marelli, e gli elementi in gomma dalla Pirelli. Il peso a secco del motore era di 380 kg.
Il genio aeronautico si interessò al motore acquistandone 4 esemplari a scopo sperimentale per la cifra di 880.000 lire che furono consegnati il 30 giugno 1925. Le norme di esecuzione della prova prevedevano un funzionamento di 75 ore, ma al termine delle stesse non venne emesso nessun ordine di produzione. Uno di questi motori è attualmente conservato presso la Collezione “Antonio Capetti” del Dipartimento di Energia del Politecnico di Torino.